# Kadri Pasha

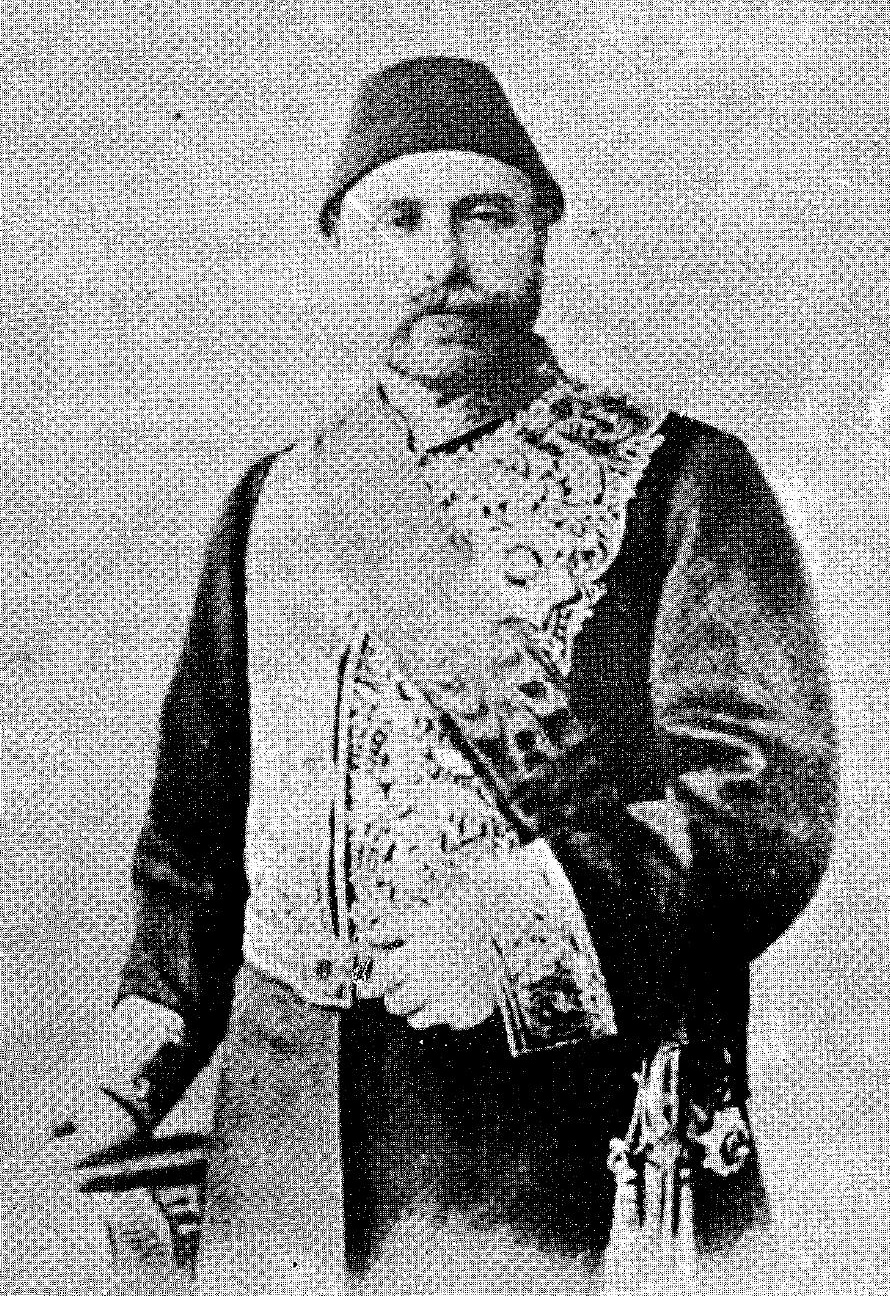
Mehmed Kadri Pasha, com um uniforme diplomático

Mehmed Kadri Pasha também conhecido como Kadri Pasha (1832 - 1884) foi um estadista e reformador otomano. Ele foi o grão-vizir do Império Otomano durante o reinado de Abdul Hamid II de 9 de junho de 1880 a 12 de setembro de 1880. De 11 de fevereiro de 1876 a 4 de fevereiro de 1877, ele também foi o prefeito (şehremini) de Constantinopla.